# Beate Laaß
Beate Laaß (* 1963 in Magdeburg) ist eine deutsche Schauspielerin.

## Leben
Beate Laaß wuchs in Magdeburg auf. Nach ihrem Abitur absolvierte sie zunächst ein Studium der Germanistik und Geschichte.
Nach dem Ende ihres Studiums absolvierte Laaß dann eine professionelle Schauspielausbildung. Als Bühnendarstellerin wirkte sie in zahlreichen Theaterstücken wie beispielsweise Die Dreigroschenoper, Romeo und Julia, Faust. Eine Tragödie oder in Don Carlos mit, so unter anderem auch als festes Ensemblemitglied am Boulevardtheater Dresden und an der Comödie Dresden. Daneben stand sie zeitweise auch an verschiedenen Theaterhäusern in Österreich auf der Bühne. Im Jahr 2015 spielte sie in dem Dokudrama Erich Mielke – Meister der Angst die Rolle der Psychologin Anna Luise Brand.
Beate Laaß lebt seit 1989 in Dresden.

## Filmografie
- 2015: Erich Mielke – Meister der Angst